# Le Cheval d'Herbeleau
Le Cheval d'Herbeleau est un roman de Jean Husson publié le 1er septembre 1965 aux éditions du Seuil et ayant reçu le Grand prix du roman de l'Académie française la même année.

## Éditions
- Le Cheval d'Herbeleau, éditions du Seuil, 1965  (ISBN 2020010496).